# مک‌آدامز، ویچیتا، کانزاس
مک‌آدامز (به انگلیسی: McAdams) یک منطقهٔ مسکونی در ایالات متحده آمریکا است که در کانزاس واقع شده‌است. مک‌آدامز ۸۶۹ نفر جمعیت دارد و ۳۹۷٫۴۶ متر بالاتر از سطح دریا واقع شده‌است.